# فینال جام ملت‌های آسیا ۲۰۰۴
فینال جام ملت‌های آسیا ۲۰۰۴، یک مسابقه فوتبال بود که قهرمان جام ملت‌های آسیا ۲۰۰۴ را مشخص می‌کرد.

## پیش از مسابقه
چین و ژاپن به‌طور مستقیم به مسابقات راه یافتند، چین میزبان و ژاپن مدافع عنوان قهرمانی بودند که در فینال قبلی عربستان را شکست دادند. همچنین در دوره قبلی در لبنان، چین و ژاپن در نیمه نهایی با یکدیگر روبرو شدند که ژاپن با نتیجه ۳ بر ۲ پیروز شد. تا پیش از این مسابقه، چین ۱۵ بار مقابل ژاپن پیروز شده بود، در حالی که ژاپن تنها در ۱۰ بازی، چین را شکست داده بود. با این حال، چین قهرمان جام ملت‌های آسیا نشده بود، فقط یکبار در سال ۱۹۸۴ به مقام دوم دست یافته بود، در حالی که ژاپن نخستین قهرمانی خود در جام ملت‌های آسیا را در سال ۱۹۹۲ در کشورش به دست آورد و در سال ۲۰۰۰ دوباره قهرمان شد.

## مسابقه
| چین           | ۱–۳   | ژاپن                                                        |
| ------------- | ----- | ----------------------------------------------------------- |
| - لی مینگ ۳۱' | گزارش | - ۲۲' تاکاشی فوکونیشی - ۶۵' کوجی ناکاتا - ۹۰+۱' کیجی تامادا |

| چین | ژاپن |

| GK      | ۱  | لیو یونفی      |       |     |
| RB      | ۱۲ | وی شین         | '۸۳   |     |
| CB      | ۴  | ژانگ یاوکون    |       |     |
| CB      | ۵  | ژنگ ژی         |       |     |
| LB      | ۳  | سون شیانگ      | '۲۴   |     |
| CM      | ۶  | شاورجایایی     |       |     |
| CM      | ۱۵ | ژائو جونژه (ک) |       |     |
| CM      | ۲۱ | لی مینگ        |       |     |
| AM      | ۲۲ | یان سونگ       |       | '۶۸ |
| CF      | ۹  | هائو هایدونگ   |       | '۵۷ |
| CF      | ۲۹ | لی جینیو       |       | '۷۵ |
| تغیرات: |    |                |       |     |
| FW      | ۱۱ | لی یی          |       | '۵۷ |
| DF      | ۷  | سان جیهای      | '۹۰+۳ | '۶۸ |
| DF      | ۱۳ | شو یونلونگ     |       | '۷۵ |
| سرمربی: |    |                |       |     |
| آری هان |    |                |       |     |

| GK      | ۲۳ | یوشیکاتسو کاواگوچی    |     |
| CB      | ۳  | ماکوتو تاناکا         |     |
| CB      | ۵  | تسونیاسو می‌یاموتو (ک) |     |
| CB      | ۲۲ | یوجی ناکازاوا         |     |
| RM      | ۲۱ | آکیرا کاجی            |     |
| CM      | ۱۵ | تاکاشی فوکونیشی       |     |
| CM      | ۶  | کوجی ناکاتا           | '۴۱ |
| LM      | ۱۴ | السساندرو سانتوس      |     |
| AM      | ۱۰ | شونسوکی ناکامورا      |     |
| CF      | ۱۱ | تاکایوکی سوزوکی       | '۱۳ |
| CF      | ۲۰ | کیجی تامادا           |     |
| سرمربی: |    |                       |     |
| زیکو    |    |                       |     |

| کمک داوران: فتحی عربی (اردن) علی الخلیفی (قطر) |